# HC Oceláři Třinec v české hokejové extralize 1996/1997

## Základní část

### HC Olomouc
- HC Olomouc – HC Železárny Třinec 1 : 1 (0 : 0, 0 : 1, 1 : 0)
- HC Železárny Třinec – HC Olomouc 3 : 1 (3 : 0, 0 : 0, 0 : 1)
- HC Olomouc – HC Železárny Třinec 1 : 7 hetrik Richard Král
- HC Železárny Třinec – HC Olomouc 3 : 1 (1 : 1, 0 : 0, 2 : 0)

### HC Poldi Kladno
- HC Železárny Třinec – HC Poldi Kladno 1 : 4 (0 : 2, 0 : 1, 1 : 1)
- HC Poldi Kladno – HC Železárny Třinec 2 : 2 PP (1 : 1, 1 : 1, 0 : 0)
- HC Železárny Třinec – HC Poldi Kladno 1 : 2 (0 : 1, 0 : 1, 1 : 0)
- HC Poldi Kladno – HC Železárny Třinec 3 : 0 (0 : 0, 1 : 0, 2 : 0)

### HC Sparta Praha
- HC Železárny Třinec – HC Sparta Praha 6 : 2 (1 : 1, 2 : 0, 3 : 1)
- HC Železárny Třinec – HC Sparta Praha 2 : 7 (0 : 2, 1 : 2, 1 : 3)
- HC Sparta Praha – HC Železárny Třinec 1 : 5 (0 : 3, 1 : 1, 0 : 1)
- HC Sparta Praha – HC Železárny Třinec 5 : 5 PP (2 : 2, 2 : 2, 1 : 1)

### HC IPB Pojišťovna Pardubice
- HC IPB Pojišťovna Pardubice – HC Železárny Třinec 1 : 4 (0 : 0, 0 : 2, 1 : 2)
- HC Železárny Třinec – HC IPB Pojišťovna Pardubice 4 : 2 (2 : 0, 2 : 1, 0 : 1)
- HC IPB Pojišťovna Pardubice – HC Železárny Třinec 3 : 1 (2 : 0, 0 : 0, 1 : 1)
- HC Železárny Třinec – HC IPB Pojišťovna Pardubice 5 : 4 (5 : 2, 0 : 2, 0 : 0)

### HC Slezan Opava
- HC Železárny Třinec – HC Slezan Opava 6 : 5 (1 : 1, 3 : 2, 2 : 2)
- HC Slezan Opava – HC Železárny Třinec 2 : 3 (0 : 1, 0 : 1, 2 : 1)
- HC Železárny Třinec – HC Slezan Opava 5 : 6 (2 : 2, 2 : 2, 1 : 2)
- HC Slezan Opava – HC Železárny Třinec 1 : 1 (0 : 1, 1 : 0, 0 : 0)

### HC České Budějovice
- HC České Budějovice – HC Železárny Třinec 4 : 2 (0 : 2, 3 : 0, 1 : 0)
- HC Železárny Třinec – HC České Budějovice 2 : 1 (2 : 0, 0 : 0, 0 : 1)
- HC České Budějovice – HC Železárny Třinec 1 : 1 PP (0 : 1, 1 : 0, 0 : 0)
- HC Železárny Třinec – HC České Budějovice 7 : 3 (3 : 1, 2 : 0, 2 : 2)

### AC ZPS Zlín
- AC ZPS Zlín – HC Železárny Třinec 3 : 1 (1 : 0, 0 : 1, 2 : 0)
- HC Železárny Třinec – AC ZPS Zlín 5 : 2 (0 : 0, 4 : 1, 1 : 1)
- AC ZPS Zlín – HC Železárny Třinec 4 : 3 (1 : 2, 2 : 1, 1 : 0) – hetrik Marián Kacíř
- HC Železárny Třinec – AC ZPS Zlín 8 : 3 (4 : 3, 3 : 0, 1 : 0) – hetrik Richard Král

### HC Dukla Jihlava
- HC Železárny Třinec – HC Dukla Jihlava 5 : 1 (2 : 0, 1 : 0, 2 : 1)
- HC Dukla Jihlava – HC Železárny Třinec 4 : 4 PP (2 : 0, 1 : 2, 1 : 2)
- HC Železárny Třinec – HC Dukla Jihlava 3 : 3 PP (1 : 1, 2 : 2, 0 : 0)
- HC Dukla Jihlava – HC Železárny Třinec 4 : 3 (2 : 0, 0 : 2, 2 : 1)

### HC Slavia Praha
- HC Železárny Třinec – HC Slavia Praha 2 : 2 PP (1 : 1, 1 : 0, 0 : 1)
- HC Slavia Praha – HC Železárny Třinec – 6 : 3 (4 : 1, 2 : 2, 0 : 0)
- HC Železárny Třinec – HC Slavia Praha – 2 : 0 (1 : 0, 0 : 0, 1 : 0)
- HC Slavia Praha – HC Železárny Třinec – 2 : 4 (0 : 2, 0 : 1, 2 : 1)

### HC ZKZ Plzeň
- HC ZKZ Plzeň – HC Železárny Třinec 1 : 4 (0 : 1, 1 : 2, 0 : 1)
- HC Železárny Třinec – HC ZKZ Plzeň 6 : 1 (1 : 0, 4 : 0, 1 : 1) – hetrik Richard Král
- HC ZKZ Plzeň – HC Železárny Třinec 6 : 2 (0 : 1, 3 : 0, 3 : 1)
- HC Železárny Třinec – HC ZKZ Plzeň 8 : 3 (4 : 1, 3 : 0, 1 : 2)

### HC Vítkovice
- HC Železárny Třinec – HC Vítkovice 2 : 1 (1 : 0, 0 : 0, 1 : 1)
- HC Vítkovice – HC Železárny Třinec 6 : 0 (2 : 0, 2 : 0, 2 : 0)
- HC Železárny Třinec – HC Vítkovice 5 : 7 (2 : 3, 0 : 3, 3 : 1)
- HC Vítkovice – HC Železárny Třinec 5 : 3 (1 : 1, 2 : 1, 2 : 1)

### HC Chemopetrol Litvínov
- HC Železárny Třinec – HC Chemopetrol Litvínov 5 : 1 (3 : 0, 1 : 0, 1 : 1)
- HC Chemopetrol Litvínov – HC Železárny Třinec 4 : 1 (1 : 1, 2 : 0, 1 : 0)
- HC Železárny Třinec – HC Chemopetrol Litvínov 4 : 4 PP (3 : 0, 1 : 2, 0 : 2)
- HC Chemopetrol Litvínov – HC Železárny Třinec 6 : 3 (1 : 3, 1 : 0, 4 : 0)

### HC Petra Vsetín
- HC Petra Vsetín – HC Železárny Třinec 0 : 2 (0 : 1, 0 : 0, 0 : 1)
- HC Železárny Třinec – HC Petra Vsetín 5 : 0 (0 : 0, 3 : 0, 2 : 0)
- HC Petra Vsetín – HC Železárny Třinec 5 : 2 (1 : 1, 1 : 0, 3 : 1)
- HC Železárny Třinec – HC Petra Vsetín 4 : 4 PP (1 : 0, 3 : 0, 0 : 4)

## Play-off -Sezona 1996 / 1997
|  | Čtvrtfinále      | Čtvrtfinále  |           |   | Semifinále | Semifinále |  |  | Finále | Finále |
|  |                  |              |           |   |            |            |  |  |        |        |
|  |                  |              |           |   |            |            |  |  |        |        |
|  | Vsetín           | 3            |           |   |            |            |  |  |        |        |
|  | Vsetín           | 3            |           |   |            |            |  |  |        |        |
|  | Slavia Praha     | 0            |           |   |            |            |  |  |        |        |
|  | Slavia Praha     | 0            | Vsetín    | 3 |            |            |  |  |        |        |
|  |                  |              | Vsetín    | 3 |            |            |  |  |        |        |
|  |                  | Pardubice    | 1         |   |            |            |  |  |        |        |
|  | Pardubice        | Pardubice    | 1         | 3 |            |            |  |  |        |        |
|  | Pardubice        |              |           | 3 |            |            |  |  |        |        |
|  | Třinec           | 1            |           |   |            |            |  |  |        |        |
|  | Třinec           | 1            | Vsetín    | 3 |            |            |  |  |        |        |
|  |                  |              | Vsetín    | 3 |            |            |  |  |        |        |
|  |                  | Vítkovice    | 0         |   |            |            |  |  |        |        |
|  | Vítkovice        | Vítkovice    | 0         | 3 |            |            |  |  |        |        |
|  | Vítkovice        |              |           | 3 |            |            |  |  |        |        |
|  | Kladno           | 0            |           |   |            |            |  |  |        |        |
|  | Kladno           | 0            | Vítkovice | 3 |            |            |  |  |        |        |
|  |                  |              | Vítkovice | 3 |            |            |  |  |        |        |
|  |                  | Sparta Praha | 0         |   |            |            |  |  |        |        |
|  | České Budějovice | Sparta Praha | 0         | 2 |            |            |  |  |        |        |
|  | České Budějovice |              |           | 2 |            |            |  |  |        |        |
|  | Sparta Praha     | 3            |           |   |            |            |  |  |        |        |
|  | Sparta Praha     | 3            |           |   |            |            |  |  |        |        |

## Play off (čtvrtfinále)

### HC Železárny Třinec-HC IPB Pojišťovna Pardubice1:3 na zápasy
1. utkání
|  | HC Železárny Třinec | 1 - 4         | HC IPB Pojišťovna Pardubice |  |
|  | HC Železárny Třinec | (0:0,1:1,0:3) | HC IPB Pojišťovna Pardubice |  |

| Souhrn zápasu Report | Souhrn zápasu Report  | Souhrn zápasu Report | Souhrn zápasu Report                                                  | Souhrn zápasu Report |
| -------------------- | --------------------- | -------------------- | --------------------------------------------------------------------- | -------------------- |
|                      | 31. Vladimír Machulda |                      | 31. Milan Hejduk 43. Pavel Kábrt 47. Jaroslav Kudrna 60. Tomáš Blažek |                      |

2. utkání
|  | HC Železárny Třinec | 4 - 3         | HC IPB Pojišťovna Pardubice |  |
|  | HC Železárny Třinec | (3:1,0:1,1:1) | HC IPB Pojišťovna Pardubice |  |

| Souhrn zápasu Report | Souhrn zápasu Report                                                | Souhrn zápasu Report | Souhrn zápasu Report                                         | Souhrn zápasu Report |
| -------------------- | ------------------------------------------------------------------- | -------------------- | ------------------------------------------------------------ | -------------------- |
|                      | 13. Richard Král 17. Jiří Novotný 19. Dušan Adamčík 50. Petr Zajonc |                      | 9. Stanislav Procházka 23. Jiří Jantovský 52. Tomáš Martinec |                      |

3. utkání
|  | HC IPB Pojišťovna Pardubice | 6 - 1         | HC Železárny Třinec |  |
|  | HC IPB Pojišťovna Pardubice | (2:1,2:0,2:0) | HC Železárny Třinec |  |

| Souhrn zápasu Report | Souhrn zápasu Report                                                                                           | Souhrn zápasu Report | Souhrn zápasu Report | Souhrn zápasu Report |
| -------------------- | --- | -------------------- | -------------------- | -------------------- |
|                      | 3. Tomáš Blažek 18. Alexander Cypljakov 28. Petr Mudroch 39. Milan Hejduk 54. Petr Mudroch 60. Jaroslav Kudrna |                      | 12. Ľubomír Sekeráš  |                      |

4. utkání
|  | HC IPB Pojišťovna Pardubice | 6 - 0         | HC Železárny Třinec |  |
|  | HC IPB Pojišťovna Pardubice | (3:0,1:0,2:0) | HC Železárny Třinec |  |

| Souhrn zápasu Report | Souhrn zápasu Report                                                                                           | Souhrn zápasu Report | Souhrn zápasu Report | Souhrn zápasu Report |
| -------------------- | --- | -------------------- | -------------------- | -------------------- |
|                      | 1. Milan Hejduk 15. Jaroslav Kudrna 19. Stanislav Procházka 31. Milan Hejduk 48. Tomáš Blažek 56. Karel Plášek |                      |                      |                      |

### Statistiky HC Železárny Třinec
| Základní část | Základní část | Základní část | Základní část | Play off | Play off | Play off | Play off |
| Ročník        | Útočníci      | Obránci       | Brankáři      | Útočníci | Obránci  | Brankáři |          |
| ------------- | ------------- | ------------- | ------------- | -------- | -------- | -------- | -------- |
| 1996/1997     | Zde           | Zde           | Zde           | Zde      | Zde      | Zde      |          |

## Hráli za Třinec
- Brankáři Radovan Biegl (47 ZČ + 4 play off) • Josef Lucák (14 ZČ + 2 play off) • Jakub Giercuszkiewicz (0)
- Obránci Ľubomír Sekeráš • Ondřej Zetek • Stanislav Pavelec • Patrik Hučko • Jiří Kuntoš • Pavel Táborsky • Petr Jančařík • Miroslav Číhal • Karel Pavlík
- Útočníci Richard Král • Jozef Daňo • Marek Zadina • Roman Kontšek • Josef Štraub –  • Vladimír Machulda • Roman Kaděra • Michal Piskoř • Petr Zajonic • Petr Folta • Marián Kacíř • Jiří Novotný • Dušan Adamčík • Roman Blažek • Petr Lipina
- Hlavní trenér Alois Hadamczik